# Rhododendron elliottii
Rhododendron elliottii är en ljungväxtart som beskrevs av David Allan Poe Watt, John Henry Lace och W. W. Smith. Rhododendron elliottii ingår i släktet rododendron, och familjen ljungväxter. Inga underarter finns listade i Catalogue of Life.